# 越野忠则
越野忠则（日语：／ Koshino Tadanori，1966年4月3日—），生于北海道，日本男子柔道运动员。他曾代表日本参加1992年夏季奥林匹克运动会柔道比赛，获得男子60公斤级铜牌。